# Trillové
Trillové (anglicky Trill) jsou fiktivní rasa ve světě Star Treku, pocházející z planety Trill. Jsou podobní lidem, odlišují se od nich svislým pruhem teček na obou stranách hlavy až trupu. 
Malé procento populace koexistuje s trillským symbiontem, který je hostiteli voperován do břicha, čímž jejich povahy splynou. Po smrti hostitele je symbiont voperován jinému Trillovi.

## Význačné epizody
- TNG: Hostitel – první výskyt Trillů. Pro účely DS9 však byla charakteristika Trillů přepracována, např. v tom, že v DS9 se na povaze spojené bytosti podílí rovným dílem hostitel i symbiont
- DS9: Daxová – řeší otázku, zda je nový hostitel zodpovědný za zločiny předchozího hostitele daného symbionta
- DS9: Rovnováha – líčí práci komise, která žadatelům přiděluje symbionty

## Význační symbionti

### Dax
V seriálu Star Trek: Stanice Deep Space Nine hrál významnou roli symbiont Dax; jeho nositelka Jadzia Dax byla po šest sezón ve velení stanice, po její smrti byl přenesen do Ezri Dax. Předchozími hostiteli byli: Lela Dax, Tobin Dax, Emony Dax, Audrid Dax, Torias Dax, Joran Dax a Curzon Dax.